# پهپاد (فیلم ۲۰۱۴)
پهپاد (به انگلیسی: Drone) یک فیلم مستند نروژی به زبان انگلیسی محصول سال ۲۰۱۴ به کارگردانی تونجه هسن شی است. این فیلم استفاده از هواپیماهای بدون سرنشین را در جنگ مورد برسی قرار می‌دهد. این مستند که در سال ۲۰۱۴ در چندین جشنواره فیلم نمایش داده شد، چندین جایزه کسب کرد. 

## تولید
این فیلم از پشتیبانی در کشور نروژ و در سراسر جهان حمایت مالی دریافت کرد. 